# Какиномото-но Хитомаро
Какиномото-но Хитомаро (яп. 柿本人麻呂, ок. конец VII века — начало VIII века) — поэт Японии; первый в списке тридцати шести бессмертных поэтов средневековья.
Нет точных сведений о годах его жизни. Год рождения иногда указывают между 660 и 662, а годы смерти между 707 и 720. А. Е. Глускина в примечаниях к древней антологии «Манъёсю» называет его «одним из крупнейших поэтов Манъёсю» и пишет:
Биографические сведения о нём не сохранились. Известно лишь, что он занимал скромную должность при дворе (служил у принца Хинамиси, затем у принца Такэти) и умер в 707 (709?) г. вдалеке от столицы в провинции Ивами, где провел последние годы жизни. Хитомаро прославлен как лучший мастер нагаута (тёка) — «длинных песен» (элегий, од и т. д.). Знамениты его плачи о возлюбленной. Из коротких песен (танка) пользуется славой первая песня кн. VII. Он и Акахито являются основоположниками японской национальной поэзии, и их называют обычно «двумя гениями».
Его отец по имени Микэко был главным жрецом рода Какиномото и воспитывал сына в традиционном духе. Жену Хитомаро звали Ёсами. В Манъёсю есть три её песни. Несмотря на свой невысокий пост при дворе, Хитомаро являлся главным авторитетом в области поэзии. На его счету 18 длинных песен («Плач о возлюбленной», «Плач о гибели придворной красавицы», «Путешествие в страну Ивами» и др.) и 67 пятистиший. В Манъёсю творчество Какиномото Хитомаро представлено песнями: 29—31, 36—42, 45—49, 131, 139—167, 170, 194—202, 207—223, 235—239, 241, 249—256, 261—262, 264, 266, 303, 304, 423—426, 428—430, 496—499, 501—503, 1710, 1711, 1762, 3606, 3607, 3609— 3611, а также анон. из сб. Хитомаро: 146, 244, 1068, 1087, 1088, 1092—1094, 1100, 1101, 1118, 1119, 1187, 1247—1250, 1268, 1269, 1271—1294, 1296—1310, 1667—1709, 1773—1775, 1782, 1785—1799, 1812—1818, 1890—1896, 1996—2033, 2094, .2095, 2178, 2179, 2234, 2239—2243, 2312—2315, 2333, 2334, 2351, 2362, 2368—2516, 2841—2863, 3127—3130, 3253, 3254, 3309, 3417, 3470, 3481 и 3490.
Хитомаро умер в провинции Ивами, по мнению Камо Мабути в начале годов правления Вадо (709 год), а Сайто Мокити считает, что в 4-м году правления Кэйун (707 год).
Вот образец его поэзии (песня № 1068 из «Манъёсю»):

Вздымается волна из белых облаков,
Как в дальнем море, средь небесной вышины,
И вижу я:
Скрывается, плывя,
В лесу полночных звезд ладья луны.
Перевод А. Глускиной

В честь Хитомаро назван кратер на Меркурии.